# Armășești (okręg Vâlcea)
Armășești – wieś w Rumunii, w okręgu Vâlcea, w gminie Cernișoara. W 2011 roku liczyła 647 mieszkańców.